# جرج میسون (ویرجینیا)
جرج میسون، ویرجینیا (به انگلیسی: George Mason) یک منطقه سرشماری‌شده در ویرجینیا است که در شهرستان فرفکس، ویرجینیا واقع شده‌است.